# Монтезума (Канзас)
Монтезума (англ. Montezuma) — місто (англ. city) в США, в окрузі Грей штату Канзас. Населення — 975 осіб (2020).

## Географія
Монтезума розташована за координатами 37°35′44″ пн. ш. 100°26′38″ зх. д. / 37.59556° пн. ш. 100.44389° зх. д. (37.595622, -100.443839).  За даними Бюро перепису населення США в 2010 році місто мало площу 1,97 км², уся площа — суходіл. В 2017 році площа становила 2,58 км², уся площа — суходіл.

## Демографія
Згідно з переписом 2010 року, у місті мешкало 966 осіб у 366 домогосподарствах у складі 249 родин. Густота населення становила 491 особа/км².  Було 390 помешкань (198/км²).
Расовий склад населення:
| - 95,7 % — білих - 0,9 % — корінних американців - 0,1 % — чорних або афроамериканців - 2,5 % — осіб інших рас |

До двох чи більше рас належало 0,8 %. Частка іспаномовних становила 11,0 % від усіх жителів.
За віковим діапазоном населення розподілялося таким чином: 24,9 % — особи молодші 18 років, 51,6 % — особи у віці 18—64 років, 23,5 % — особи у віці 65 років та старші. Медіана віку мешканця становила 36,8 року. На 100 осіб жіночої статі у місті припадало 83,7 чоловіків;  на 100 жінок у віці від 18 років та старших — 83,1 чоловіків також старших 18 років.
Середній дохід на одне домашнє господарство  становив 61 048 доларів США (медіана — 56 719), а середній дохід на одну сім'ю — 66 308 доларів (медіана — 59 375). За межею бідності перебувало 7,5 % осіб, у тому числі 3,6 % дітей у віці до 18 років та 2,7 % осіб у віці 65 років та старших.
Цивільне працевлаштоване населення становило 529 осіб. Основні галузі зайнятості: освіта, охорона здоров'я та соціальна допомога — 37,6 %, оптова торгівля — 12,9 %, сільське господарство, лісництво, риболовля — 11,3 %.